# Narraga ilia
Narraga ilia là một loài bướm đêm trong họ Geometridae.